# Сущенко Леонід Леонідович
Леоні́д Леоні́дович Су́щенко (* 19 липня 1945, Одеса) — український письменник-гуморист, заслужений журналіст України.

## Життєпис
Л. Л. Сущенко народився 19 липня 1945 року в Одесі.
Як комсомолець був делегатом XV з'їзду ВЛКСМ.
Здобув освіту інженера-хіміка-технолога в Одеському політехнічному інституті.
Працював на Одеському крекінговому підприємстві, потім в політехнічному інституті на кафедрі.
В тому ж часі грав в команді КВК, входив до складу першої та другої збірних Одеси. В її складі двічі ставав чемпіоном СРСР.
В сезоні 1971—1972 років команду Одеси представляв Інститут народного господарства, в складі цієї команди здобув Кубок Центрального телебачення. Тоді написав гостру пародію на радянську естраду — разом з Ігорем Кнеллером. У вільний час — переважно ночами — зі своїми колегами Георгієм Голубенком та Валерієм Хаїтом писав комедійні п'єси для музичних театрів, загалом в тому часі їх було написано шість.
В 1972 році до товаришів приходить ідея створення Гуморини, перша була проведена 1 квітня 1973 року. Найкращим гаслом було визнане «Одесит, стій! Подумай, чи все ти зробив для появи мільйонного жителя?»
Працював в газеті «Комсомольська Іскра», де редактором був Юлій Маркович Мазур. Через конфліктну ситуацію з частиною колективу, у 1973 році перейшов до «Вечірньої Одеси» (редактор Борис Федорович Дерев'янко), Через півтора року перейшов до молодіжної редакції Одеського державного телебачення, очолював її до 1980 року, працював в філармонії.
В часі постання незалежної України разом з Олександром Ляховичем створює перший в Одесі комерційний 7-й канал.
Депутат Одеської ради 5 скликання, член Партії регіонів.
Директор творчо-виробничого об'єднання Одеської державної телерадіокомпанії.

## Твори
(у співавторстві з Георгієм Голубенко та Валерієм Хаїтом)
- Старі будинки[2]
- Кабаре Бені Кріка

## Нагороди
- Почесне звання «Заслужений журналіст України»